# إيفون كونت
إيفون كونت (بالفرنسية: Yvonne Conte) هي مبارزة بالسيف فرنسية، (و. 1893 – 1959 م).

## وصلات خارجية
- إيفون كونت على موقع أوليمبيديا (الإنجليزية)